# Exocentrus spurcatus
Exocentrus spurcatus là một loài bọ cánh cứng trong họ Cerambycidae.